# Amnestus pusio
Amnestus pusio är en insektsart som först beskrevs av Carl Stål 1860.  Amnestus pusio ingår i släktet Amnestus och familjen taggbeningar. Inga underarter finns listade i Catalogue of Life.